# 1882 en Italie
Chronologie de l'Italie
- 1878
- 1879
- 1880
- 1881
- 1882
- 1883
- 1884
- 1885
- 1886

## Événements

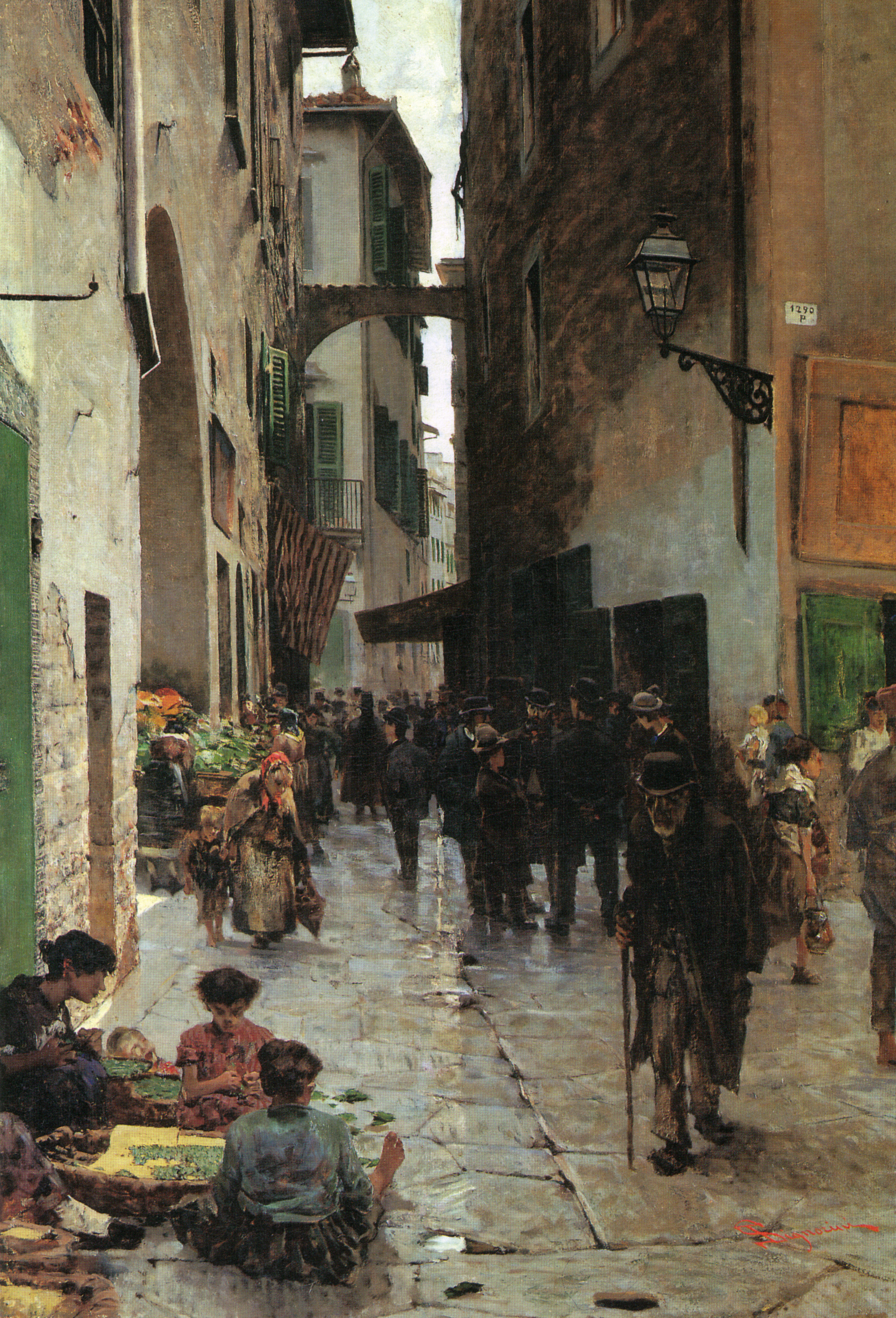
Telemaco Signorini, Il ghetto di Firenze.

- 22 janvier : loi électorale, modifiée par la loi du 7 mai, approuvée par décret royal du 24 septembre[1]. Elle augmente le nombre d’électeurs de 600 000 à 2 millions environ[2].

- 17 mai : fondation du Parti ouvrier italien (Partito Operaio italiano) à Milan[3].
- 20 mai : Triplice ou Triple-Alliance entre l'Allemagne, l'Autriche et l'Italie[4]. La rivalité franco-italienne en Tunisie et le différend de la question romaine poussent le roi d'Italie à adhérer au système défensif qui lie l’Allemagne et l’Autriche depuis 1879. En cas d’agression française non provoquée, l’Italie recevra le soutien de ses alliés. L’isolement de la France sur le continent européen est totale.
- 23 mai : le tunnel ferroviaire du Saint-Gothard est inauguré. Il est ouvert au public le 1er juin[5]. La ligne du Gothard relie Lucerne à Milan.
- 5 juillet : l’Italie, qui a récemment institué l’académie navale de Livourne, établit une colonie africaine sur la baie d’Assab, en mer Rouge, achetée par le gouvernement à l’armateur Rubattino par une convention signée le 10 mars[6].

- 29 octobre-5 novembre : élection législatives[7]. Andrea Costa est le premier député socialiste italien.

- 22 novembre : ouverture de la XVe législature du royaume d'Italie[7].

- 15 décembre : fondation à Bergame de la congrégation des Adoratrices du Saint-Sacrement par l'abbé François Spinelli et Gertrude Comensoli[8].
- 20 décembre : Guglielmo Oberdan, un jeune Triestin qui a projeté l’assassinat de l’empereur François-Joseph Ier d'Autriche, est condamné à mort et exécuté par la magistrature autrichienne[9]. Son exécution provoque de vifs remous dans les milieux irrédentistes et gêne le gouvernement italien après son alliance avec les empires centraux.

- 46 grèves en 1882 en Italie. 8 054 grévistes (5 854 dans l’industrie, 2 200 dans l’agriculture)[10].

## Culture

### Opéras créés en 1882
- 22 mars : Il duca d'Alba, opéra inachevé de Gaetano Donizetti, remanié et achevé par Matteo Salvi sur un livret mis en italien par Angelo Zanardini, créé au Teatro Apollo de Rome.

date non renseignée
- Sansone e Dalila, opéra en trois parties de Francesco Paolo Frontini

## Naissances en 1882
- 27 janvier : Giuseppe Prezzolini, journaliste, écrivain et éditeur. († 14 juillet 1982)
- 10 février : Francis La Monaca (Francesco La Monaca), peintre et sculpteur italien, naturalisé français. († 5 février 1937)
- 16 mai : Francesco Calì, footballeur évoluant au poste d’attaquant, puis sélectionneur de l'équipe d'Italie de football au début du XXe siècle. († 3 septembre 1949)
- 5 août : Nicolas De Corsi, peintre. († 1956)
- 26 août : Carlo Galetti, coureur cycliste. († 2 avril 1949)
- 19 octobre : Umberto Boccioni, peintre et sculpteur futuriste. († 16 août 1916)
- 1er novembre : Lorenzo Viani, peintre, graveur et écrivain  († 2 novembre 1936)
- 12 novembre : Giuseppe Antonio Borgese, écrivain, poète, romancier, nouvelliste, dramaturge, critique littéraire et universitaire. († 4 décembre 1952)
- 3 décembre :
  - Giovanni Rossignoli, coureur cycliste. († 27 juin 1954).
  - Francesco Agnesotti, peintre. († 1960)

## Décès en 1882
- 20 janvier : Pasquale Adinolfi (it), 65 ans, prêtre et archéologue, membre de la Consulta araldica (it) et de la Società romana di storia patria (it). (° 5 novembre 1816)
- 12 février : Francesco Hayez, 91 ans, peintre, artiste majeur du romantisme historique italien, connu pour ses grandes peintures d'histoire, inspirées du Moyen Âge et de la Renaissance. († 10 février 1791)
- 17 avril : Antonio Fontanesi, 64 ans, peintre et graveur du XIXe siècle, spécialisé dans la peinture de paysage. (° 23 février 1818)
- 12 mai : Gabriele Smargiassi, 83 ans, peintre, considéré comme un des représentants importants de l'École du Pausilippe. (° 22 juillet 1798)
- 15 mai : Giacomo Trecourt, 69 ans, peintre, influencé par le néoclassicisme de son maître Giuseppe Diotti, peint des sujets et scènes populaires faisant appel à l'émotion du spectateur. (° 22 août 1812)
- 2 juin : Giuseppe Garibaldi.
- 20 novembre : Domenico Sanguigni, 73 ans, nonce apostolique au Portugal (en), créé cardinal par le pape Léon XIII. (° 27 juin 1809)

- Giacomo Rossetti, 75 ans, peintre et photographe. (° 1807)